# Joarilla de las Matas
Joarilla de las Matas – gmina w Hiszpanii, w prowincji León, w Kastylii i León, o powierzchni 51,47 km². W 2011 roku gmina liczyła 354 mieszkańców.